# جورج إدموند فوس
جورج إدموند فوس هو محامي وسياسي أمريكي، ولد في 2 يوليو 1863 في بيركشير في الولايات المتحدة، وتوفي في 15 مارس 1936 في شيكاغو في الولايات المتحدة. نشط حزبياً في الحزب الجمهوري. وقد انتخب عضو مجلس النواب الأمريكي ‏.